# 米歇尔·阿梅莱
米歇尔·阿梅莱（法語：Michel Ameller，1926年1月1日—2022年9月28日），法国政治人物。曾任宪法委员会成员。

## 生平
1926年1月1日生于法属阿尔及利亚阿塔夫。毕业于阿爾及爾大學。曾任法国国民议会秘书长、宪法委员会成员等职。
2022年9月28日在巴黎逝世。

## 荣誉
- 法国荣誉军团军官勋章
- 法国国家功绩大十字勋章[3]